# Triangia
Triangia è una frazione del comune di Sondrio, capoluogo dell'omonima provincia lombarda. Il paese si compone di circa 320 abitanti che nel periodo estivo aumentano.

## Geografia
Posta ad 800 m s.l.m., Triangia sorge su una collina dalla quale si gode uno dei panorami più ampi della Valtellina. Ad una quota di circa 100 metri sopra il centro abitato, si trova un piccolo laghetto naturale di origine glaciale, profondo circa 10 metri.

## Storia
L'area dove sorge Triangia è abitata fin dalla preistoria, ed in prossimità del centro abitato vi è un masso coppellato chiamato dalla popolazione "Masso Altare", dove probabilmente venivano eseguiti riti religiosi.